# Куангчі (місто)
Куангчі (в'єт. Quảng Trị) — місто й порт у центральній частині В'єтнаму, у провінції Куангчі.

## Клімат
Місто знаходиться у зоні, котра характеризується мусонним кліматом. Найтепліший місяць — червень із середньою температурою 29.4 °C (85 °F). Найхолодніший місяць — січень, із середньою температурою 20 °С (68 °F).
| Клімат Куангчі          | Клімат Куангчі | Клімат Куангчі | Клімат Куангчі | Клімат Куангчі | Клімат Куангчі | Клімат Куангчі | Клімат Куангчі | Клімат Куангчі | Клімат Куангчі | Клімат Куангчі | Клімат Куангчі | Клімат Куангчі | Клімат Куангчі |
| Показник                | Січ.           | Лют.           | Бер.           | Квіт.          | Трав.          | Черв.          | Лип.           | Серп.          | Вер.           | Жовт.          | Лист.          | Груд.          | Рік            |
| Абсолютний максимум, °C | 33             | 36             | 38             | 39             | 39             | 40             | 40             | 38             | 39             | 36             | 34             | 32             | 40             |
| Середній максимум, °C   | 22             | 23             | 26             | 30             | 33             | 33             | 33             | 33             | 31             | 28             | 25             | 23             | 28             |
| Середня температура, °C | 19             | 20             | 22             | 26             | 28             | 29             | 29             | 29             | 27             | 25             | 22             | 20             | 24             |
| Середній мінімум, °C    | 17             | 17             | 19             | 22             | 23             | 25             | 25             | 25             | 23             | 22             | 20             | 18             | 21             |
| Абсолютний мінімум, °C  | 9              | 10             | 11             | 12             | 17             | 17             | 20             | 20             | 17             | 15             | 12             | 11             | 9              |
| Норма опадів, мм        | 150            | 60             | 60             | 50             | 100            | 80             | 80             | 110            | 410            | 580            | 530            | 280            | 2540           |
| Днів з дощем            | 7              | 4              | 4              | 4              | 5              | 7              | 7              | 8              | 16             | 18             | 17             | 10             | 107            |
| Вологість повітря, %    | 90             | 92             | 90             | 86             | 82             | 75             | 73             | 76             | 84             | 89             | 89             | 90             | 85             |
| ----------------------- | -------------- | -------------- | -------------- | -------------- | -------------- | -------------- | -------------- | -------------- | -------------- | -------------- | -------------- | -------------- | -------------- |
| Джерело: Weatherbase    |                |                |                |                |                |                |                |                |                |                |                |                |                |

## Історія
У 1950—1970-их роках місто перебувало на території Південного В'єтнаму й було центром провінції. Набув відомості під час В'єтнамської війни, коли тричі ставав ареною бойових дій. У січні 1968 року війська комуністів завдали першої спроби штурму міста, втім зазнали невдачі. Під час Великоденного наступу 1 травня 1972 року їм удалось зайняти Куангчі й утримувати до 16 вересня, коли південнов'єтнамська армія звільнила місто, яке під час боїв було сильно зруйновано. Остаточно місто зайняла північнов'єтнамська армія 19 березня 1975 року в самому розпалі Весняного наступу.